# Tymowa (Basse-Silésie)
Pour les articles homonymes, voir Tymowa.
Tymowa est une localité polonaise de la gmina de Ścinawa, située dans le powiat de Lubin en voïvodie de Basse-Silésie.